# Canthelea
Canthelea is een geslacht van vlinders van de familie snuitmotten (Pyralidae), uit de onderfamilie Phycitinae.

## Soorten
- C. abbreviata Balinsky, 1994
- C. africanella Ragonot, 1888
- C. ancylosiformis Balinsky, 1994
- C. arcana Balinsky, 1994
- C. brevipalpata Balinsky, 1994
- C. complicata Balinsky, 1994
- C. coriacelloides Balinsky, 1994
- C. crassa Balinsky, 1994
- C. ferrealis Hampson, 1898
- C. flavicosta Balinsky, 1994
- C. furcilinea Balinsky, 1994
- C. gracilis Balinsky, 1994
- C. imitans Balinsky, 1994
- C. insolita Balinsky, 1994
- C. intermedia Balinsky, 1994
- C. laticostella Ragonot, 1888
- C. nigricans Ragonot, 1888
- C. nigrinella Balinsky, 1994
- C. noncapillata Balinsky, 1994
- C. occidua Meyrick, 1937
- C. oegnusalis Walker, 1859
- C. ornata Balinsky, 1994
- C. ornatella Balinsky, 1994
- C. picta Balinsky, 1991
- C. plumbifasciata Balinsky, 1994
- C. pseudonatalensis Balinsky, 1994
- C. punctata Balinsky, 1994
- C. sacculata Balinsky, 1994
- C. spiculata Balinsky, 1994
- C. vansoni Balinsky, 1994